# Atse Hezqeyas
Ne doit pas être confondu avec Hezqeyas d'Éthiopie.
Atse Hezqeyas fut un prétendant au titre de Roi des Rois d'Éthiopie de 1736 à 1737, membre de la dynastie salomonide, soutenu par un groupe d'opposants à Iyasou II.